# Magda Kapuścińska
Magda Kapuścińska – polski naukowiec
Od 1979 związana z Instytutem Józefa Piłsudskiego w Ameryce - od 1983 roku członek Rady, w latach 1984-1992 wiceprezes, pełniąca obowiązki prezesa (1992-1993), w latach 1993-1998 sekretarz zarządu, prezes (2008-2016). Jako doktor chemii, była pracownikiem naukowo-badawczym w Polsce i USA: na Politechnice Łódzkiej, w Polskiej Akademii Nauk, w Instytucie Mechaniki Precyzyjnej oraz w Brooklyn Polytechnic. Przed przejściem na emeryturę przez 18 lat kierowała zespołem badawczym w Texaco Research Center. Jest autorem 34 patentów i 25 publikacji naukowych.